# Методика
Методика или методологија је наука о методама, путевима и начину научног истраживања. Реч „методологија“ потиче од грчких речи μέθοδος, која значи пут и начин истраживања, и речи λόγος, која значи реч, али и наука. Задатак научне методологије је да открије, опише и објасни методе, путеве научног сазнања, начине долажења до сазнања, начине долажења до истине, односно решења неког проблема. 
Методологија се бави проучавањем метода истраживања, природом и каквоћом података добијених различитим методама, логиком и разлозима кориштења тих података у филозофским, социолошким, научним истраживањима, у ствари свим теоријским истраживањима. Методологија почиње „уочавањем“ и „формулисањем“ „проблема, постављањем различитих хипотеза, испитивањем, истраживањем и извођењем последица“ из формулисаних хипотеза да би се постигло теоријско „решење“ проблема све до „практичне“ примене добијеног решења.
Методологија је превасходно теоријско истраживање али и научно излагање теоријски добијеног решења проблема које истражује и завршава се практичном применом добијеног решења. Научно истраживање и научно излагање су блиско повезани и међусобно су условљени мада треба та два методолошка аспекта разликовати. Метод и социологија се не могу поистоветити као што се не могу поистоветити друштво и социологија. Основне методе сазнања су наведене у продужетку.
| - анализа - синтеза | - апстракција - генерализација | - спецификација - деконструкција | - дефиниција - дивизија | - дедукција - индукција | - аналогија - експеримент |